# Izoknefa

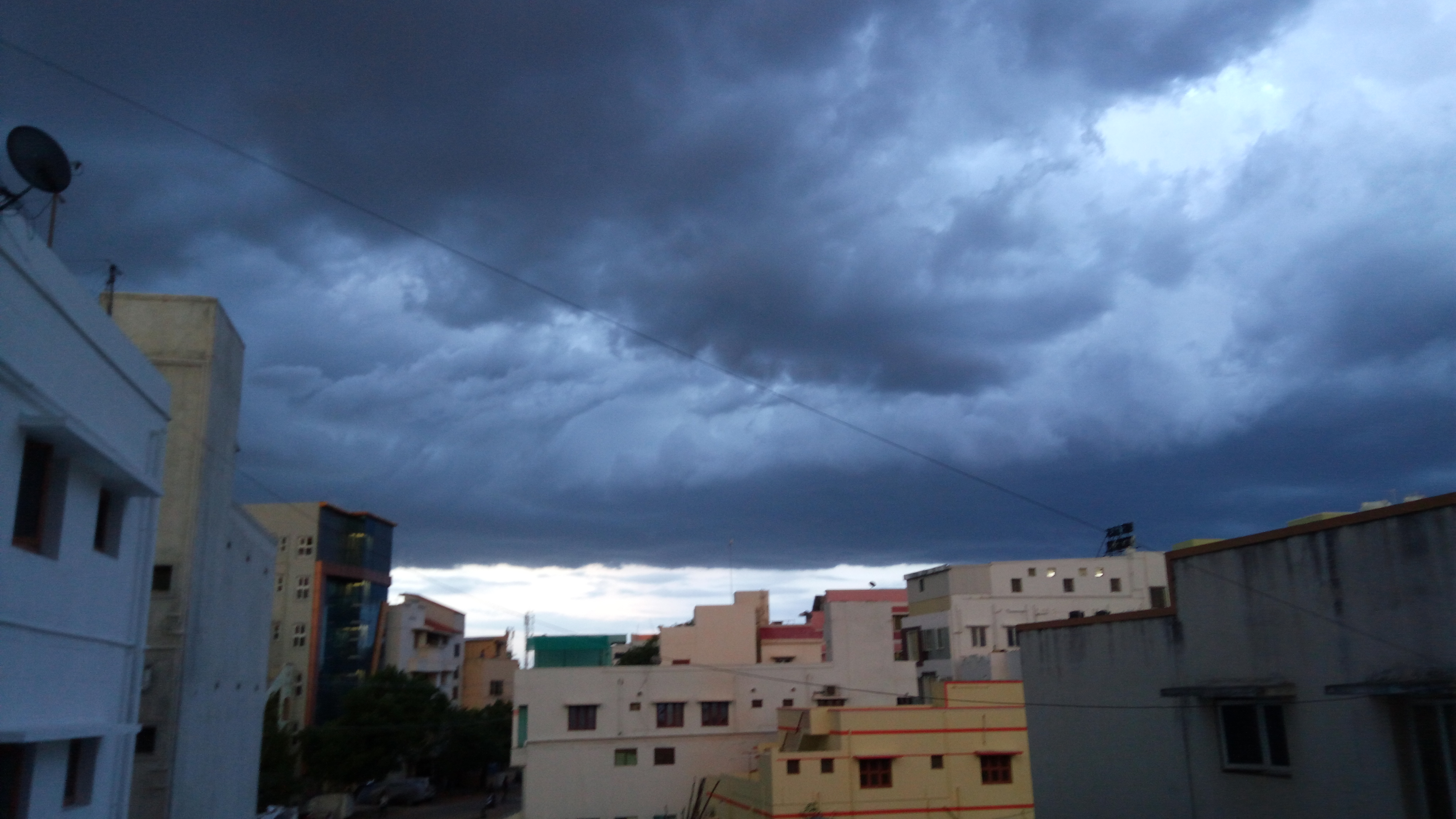
Pochmurne niebo

Izoknefa (z stgr. χνἑφας ‘ciemność’) – izolinia łącząca punkty na mapie klimatycznej o takiej samej liczbie dni pochmurnych.